# Escudo de Hesse
Este artículo se refiere al escudo de armas del Estado federado alemán de Hesse.

## Historia

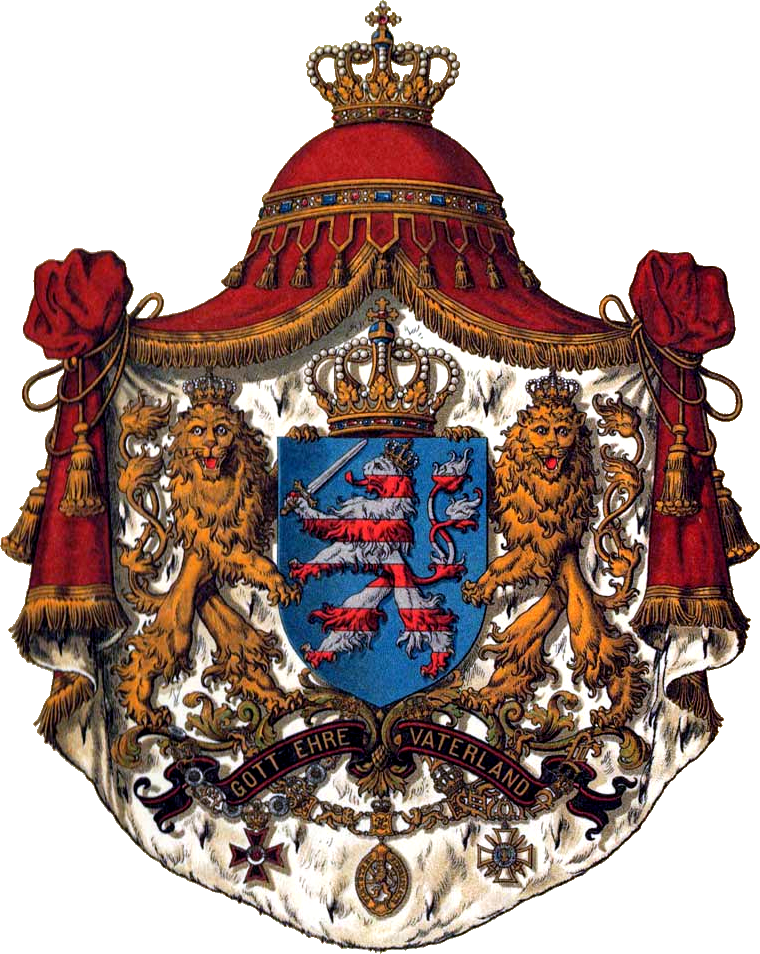
Escudo histórico del Gran Ducado de Hesse.

El Gran Ducado de Hesse fue un Estado monárquico alemán que se desarrolló entre 1806 y 1918, año en que fueron abolidas todas las monarquías en Alemania. El escudo de armas del Gran Ducado de Hesse en su forma concisa utilizaba las armas del propia ducado (en campo de azur, león rampante burelado de plata y gules, coronado de oro y llevando en la garra diestra una espada de plata con empuñadura de oro), con la corona de un Gran Ducado y dos leones como soportes.
El escudo del Estado actual retiene el león, pero la corona y la espada, consideradas emblemas monárquicos, son ausentes.
|                                         |
| Armas históricas del Landgrave de Hesse |

|                                                |
| Armas menores del Gran Duque de Hesse y el Rin |

|                                   |
| Armas de Hesse-Kassel (1815-1866) |

|                                    |
| Armas de Hesse-Homburg (1736-1866) |

|                                                                                         |
| Armas del actual estado de Hesse, diseñado por Gerhard Matzat (la imagen, no el escudo) |